# Gonospira turgidula
Espèce
Synonymes
- Pupa turgidula Deshayes, 1863[2]

Statut de conservation UICN

 VU B1+2ab : Vulnérable
Gonospira turgidula est une espèce de mollusque gastéropode terrestre de la famille des streptaxidés. Cette espèce est endémique de La Réunion.